# Seudre
La Seudre est un fleuve côtier français qui coule dans le département de la Charente-Maritime, dans la région Nouvelle-Aquitaine, en Saintonge. Elle se jette dans le golfe de Gascogne, plus exactement dans le pertuis de Maumusson face à l'île d'Oléron. Le bassin aval de la Seudre (depuis Saujon) est constitué de marais en eau salée dont la surface est la plus grande du littoral français.

## Géographie
Ruisseau insignifiant après sa source, la Seudre se termine par un important estuaire.
Elle naît à 3 kilomètres au Sud-Ouest de Saint-Genis-de-Saintonge à Saint-Antoine (au lieu-dit Le Vivier) et disparaît entièrement en été sur un espace de 2 à 3 kilomètres. Jusqu'à Saujon, ce n'est qu'un maigre filet d'eau. Au port de Ribérou, à Saujon, le pont à écluses (le « pont des eaux contraires ») marque la séparation des eaux : douce vers l'amont, saumâtre dans le port et dans le chenal vers L'Éguille et l'estuaire. Ainsi, l'influence des marées s'exerce jusqu'au port de Ribérou.

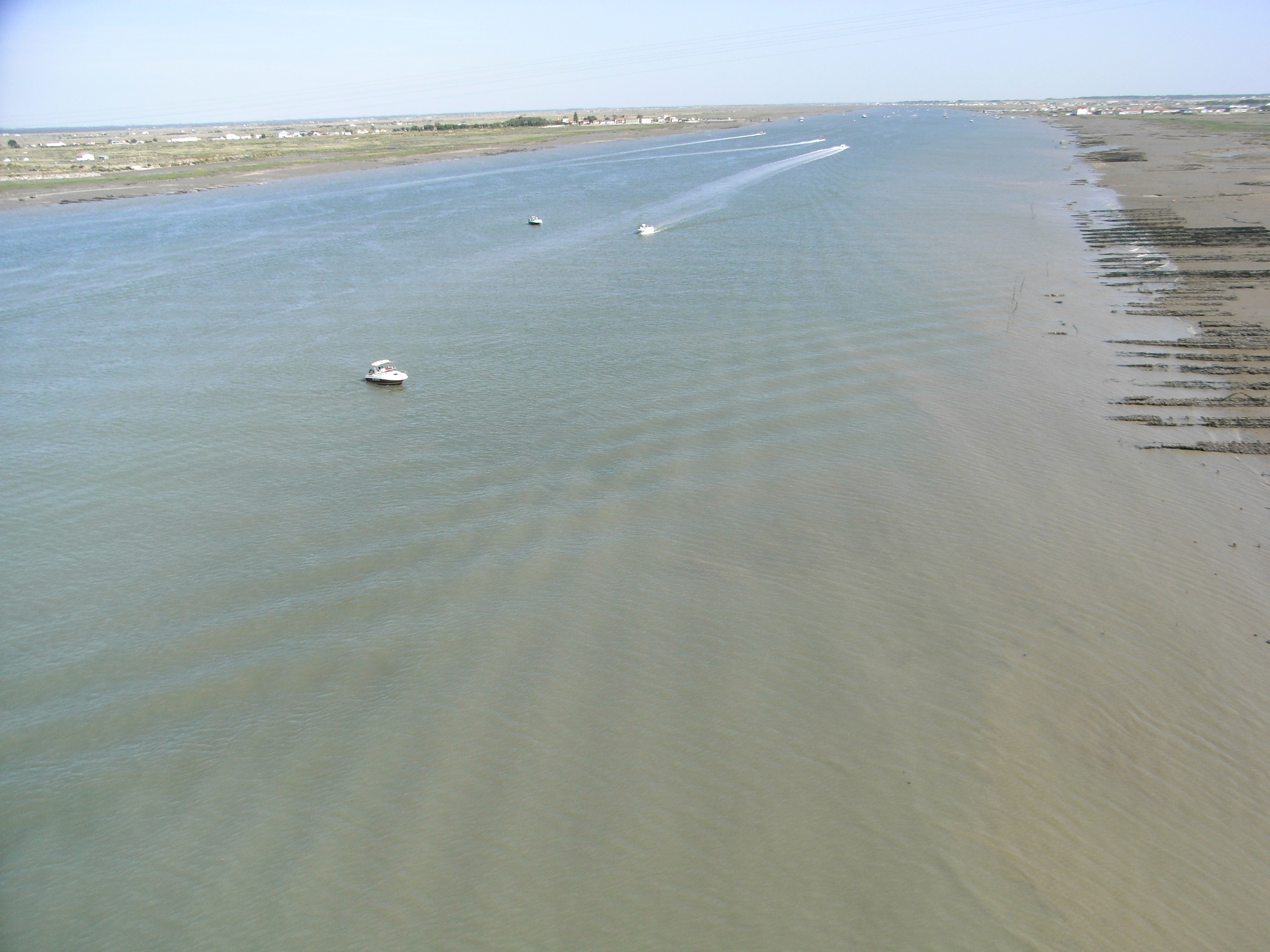
L'estuaire de la Seudre à hauteur de La Tremblade.

La Seudre rejoint le pertuis de Maumusson, au Nord de la presqu'île d'Arvert, entre les villes de Marennes-Hiers-Brouage à l'Est et La Tremblade à l'Ouest.
L'estuaire de la Seudre est bordé par les marais de la Seudre en partie composés d'anciens marais salants, où sont installées les claires qui permettent l'affinage des huîtres (en ostréiculture).
L'estuaire de la Seudre est, avec l'île d'Oléron, le lieu historique de l'appellation des huîtres Marennes-Oléron.
La longueur de son cours d'eau est de 68 km.
L'autoroute A10 passe au-dessus de la Seudre au niveau de la commune de Bois, près de sa source. Un pont long d'un kilomètre franchit son estuaire entre Marennes-Hiers-Brouage et La Tremblade.

## Principaux affluents
La Seudre a 35 contributeurs référencés dont 2 bras et 3 canaux :
- le petit canal, le canal de Dercie au Gua, et le canal la course[1].

La Seudre est reliée à la Charente par le canal de la Charente à la Seudre ou canal de la Bridoire via le chenal de Marennes.

## Hydrographie
- 4 zones hydrographiques sont traversées :
  - La Seudre de sa source au confluent de la Bénigousse ;
  - La Seudre du confluent de la Bénigousse (incluse) au confluent du fossé de Chantegrenouille (inclus) ;
  - La Seudre du confluent du fossé de Chantegrenouille au confluent du canal de la Course ;
  - La Seudre du confluent du canal de la Course (inclus) à l'océan.

La superficie du bassin de la Seudre est de 65 000 à 85 500 hectares (855 kilomètres carrés) et son module de 4,66 m3/s à Saint-André-de-Lidon selon l'ifremer mais seulement de 0,962 m3/s selon la banque hydro pour 236 km2 de bassin versant à 16 mètres d'altitude.
La Seudre a deux stations qualité implantées sur son cours : à Saujon et à Saint-André-de-Lidon.

La Seudre d'amont en aval
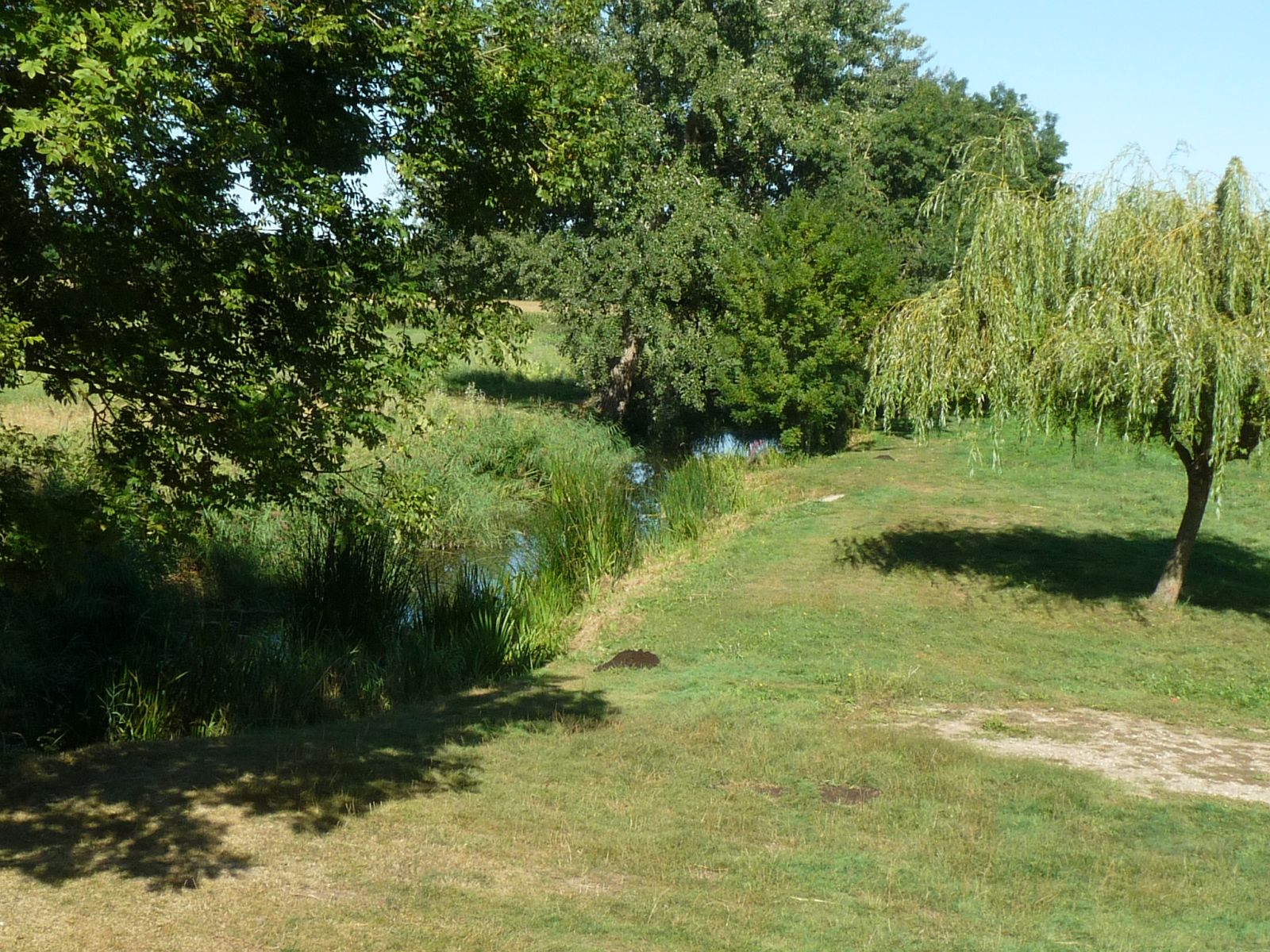
À Saint-André-de-Lidon
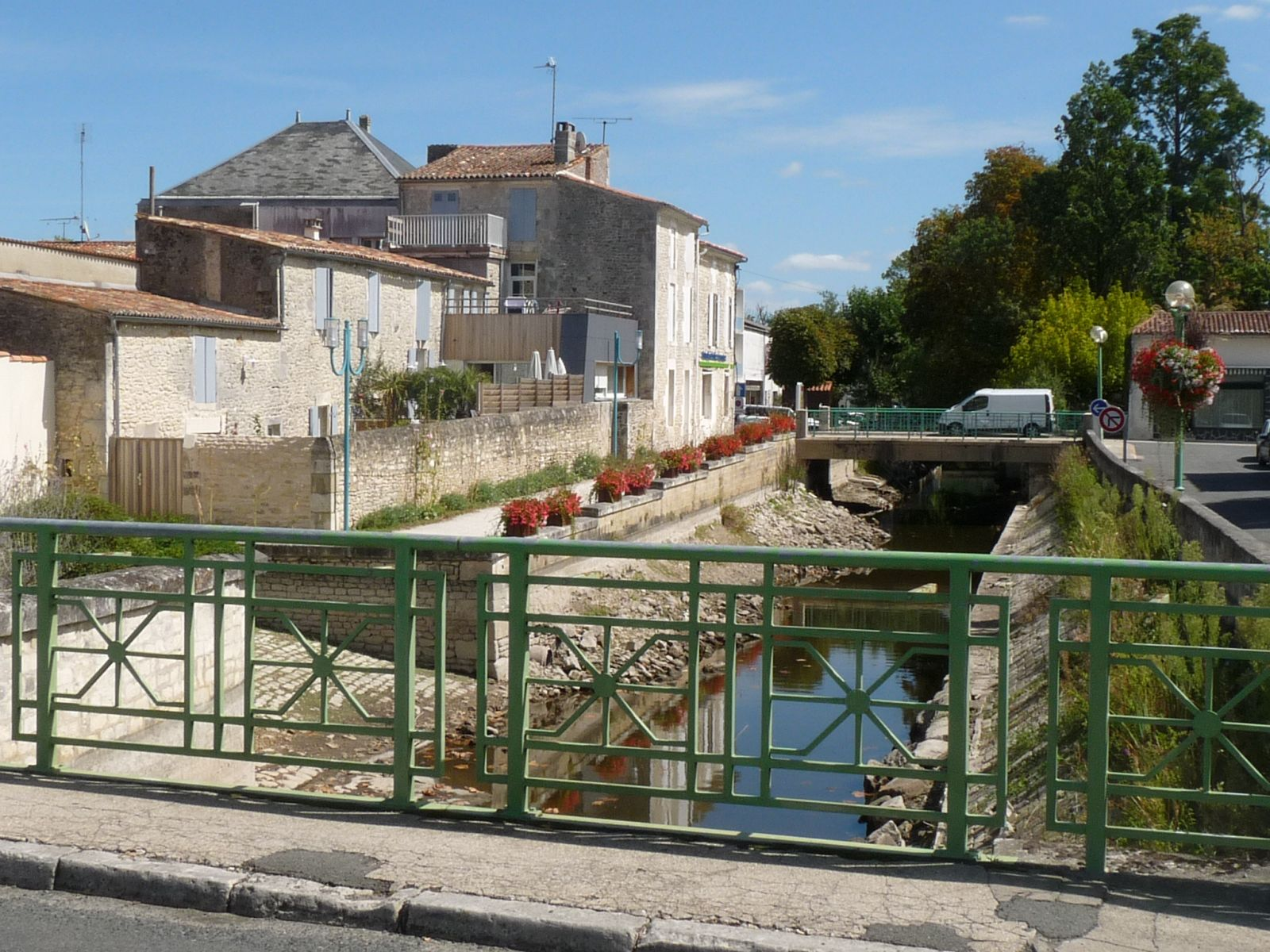
À Saujon
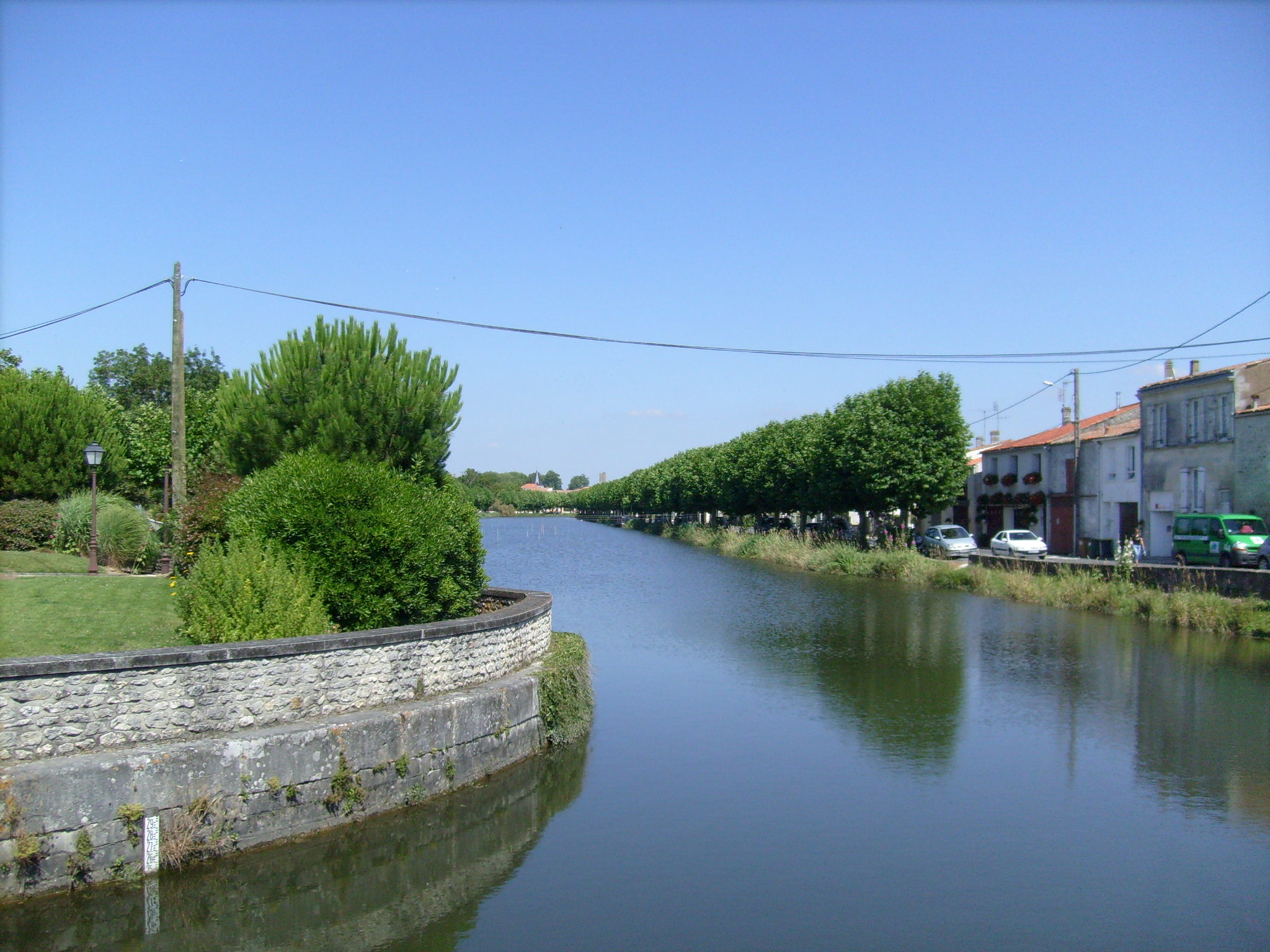
L'ancien port de Saujon
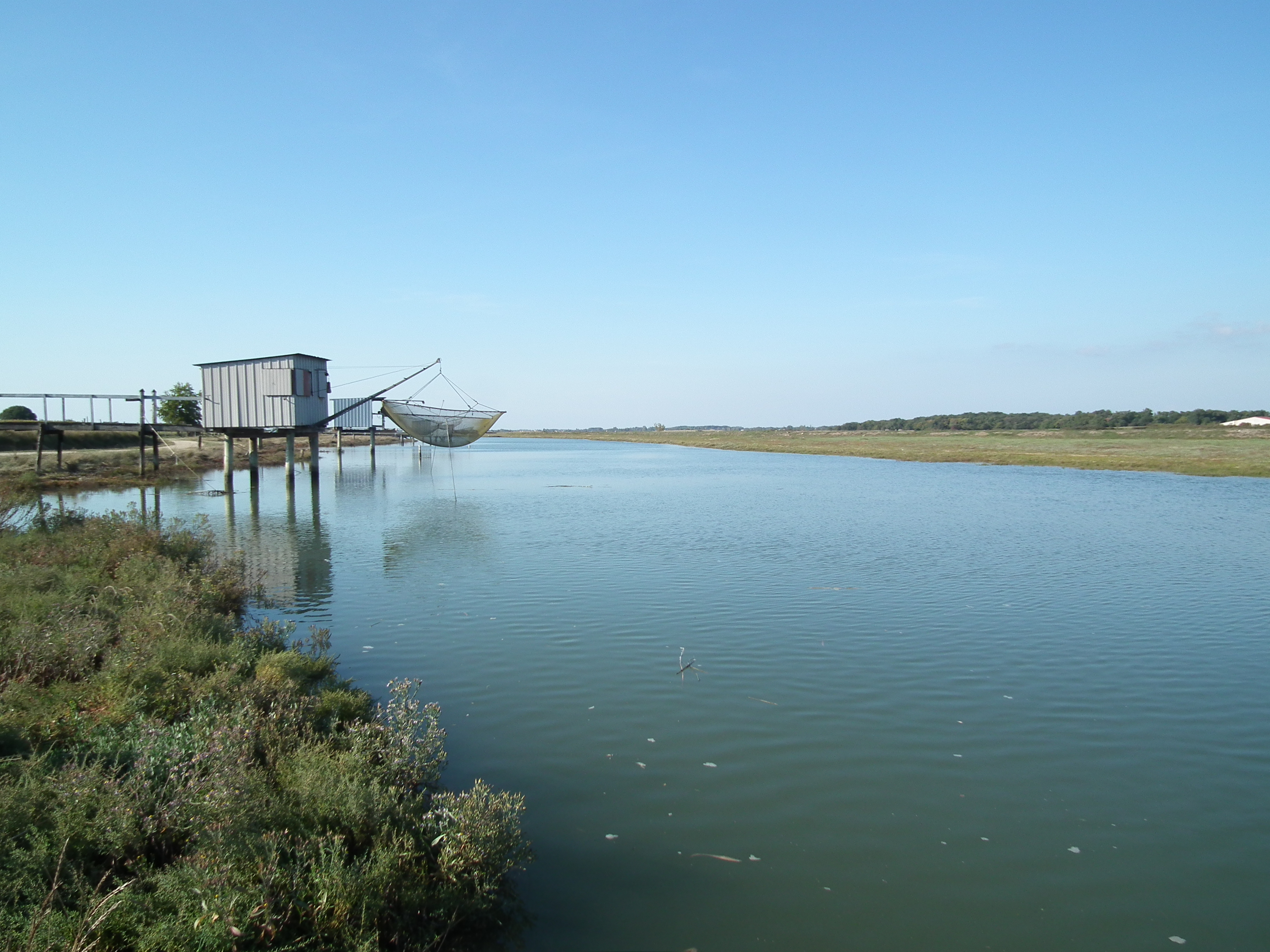
Carrelets en aval de Saujon.
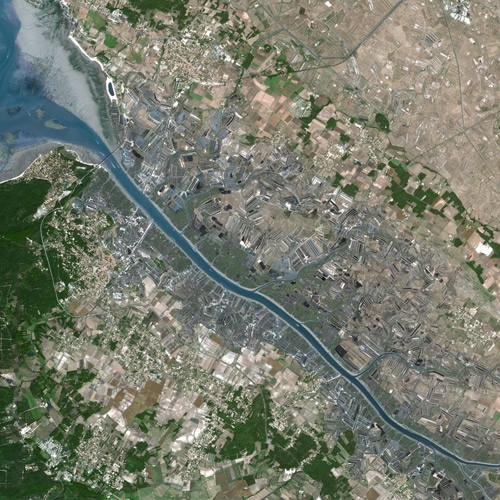
L'estuaire (vue SPOT, 2005)

## Communes et cantons traversés

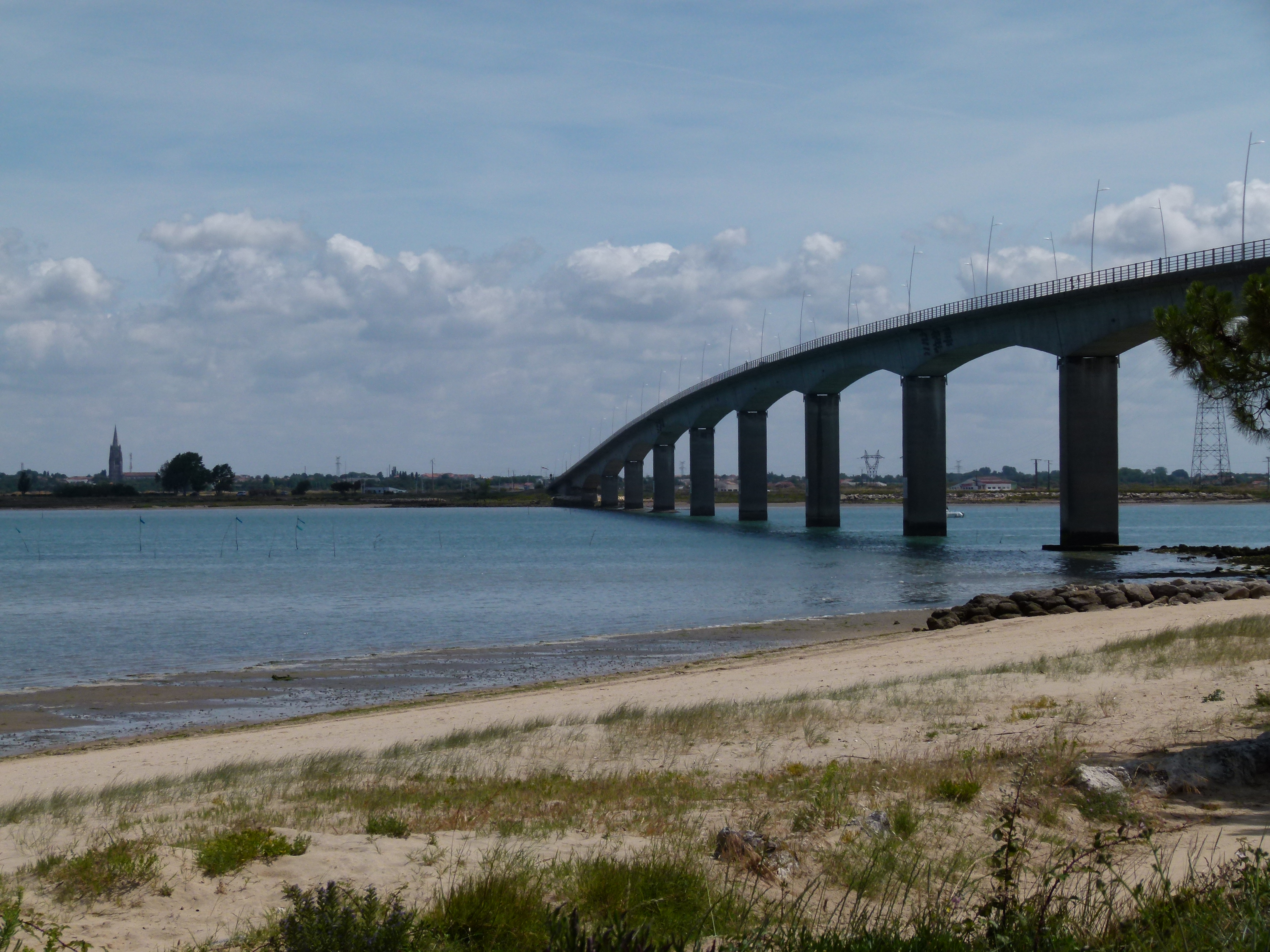
L'embouchure de la Seudre qui est enjambée par un viaduc depuis 1972 relie les deux villes de Marennes, rive droite, et La Tremblade, rive gauche.

26 communes et 6 cantons, tous situés en Charente-Maritime, sont traversés par ce fleuve côtier. D'amont en aval depuis le lieu de source, il s'agit des communes suivantes :
Saint-Genis-de-Saintonge (lieu de source), Bois, Champagnolles, Saint-Germain-du-Seudre, Virollet, Gémozac, Cravans, Saint-André-de-Lidon, Montpellier-de-Médillan, Thaims, Meursac, Corme-Écluse, Saint-Romain-de-Benet, Le Chay, Saujon et L'Éguille où commence l'estuaire.
Depuis L'Éguille, le fleuve s'élargit et devient un large estuaire séparant des communes de la rive droite de celles de la rive gauche.
Les communes de la rive droite sont d'amont en aval : Le Gua, Nieulle-sur-Seudre, Saint-Just-Luzac et Marennes où finit l'embouchure.
Les communes de la rive gauche sont d'amont en aval les suivantes : Mornac-sur-Seudre, Breuillet, Chaillevette, Étaules, Arvert et La Tremblade où finit l'embouchure.
Soit en termes de cantons, la Seudre prend source dans le canton de Saint-Genis-de-Saintonge traverse les cantons de Gémozac, cantons de Saujon, cantons de Royan-Ouest et a son embouchure entre les cantons de Marennes et cantons de La Tremblade.

## Hydronymie
Les formes anciennes du nom sont Suidra en 1047 (Siudra après rectification d'après Jacques Duguet), Seodra en 1162. La forme actuelle serait issue de cette dernière forme Seodra/* Seudra qui doit être une variante de Siudra.
La Seudre a donné son hydronyme à quatre communes sur son parcours : Saint-Germain-du-Seudre, L'Éguille-sur-Seudre (non officiel), Mornac-sur-Seudre, Nieulle-sur-Seudre.
Le Seudre - qui a la particularité locale de porter l'article masculin - est tout à la fois un petit affluent de rive droite du fleuve (2 km de longueur dans la commune de Saint-Germain-du-Seudre) et le nom de lieux-dits situés dans les communes de Champagnolles et de Saint-Germain-du-Seudre.
Le Seudre a aussi été considéré comme la partie supérieure de la Seudre ; en effet, on trouve « dessandant en my le Seudre » en 1479, « cours d'eaüe appelé le Seudre » en 1666. Le hameau du Seudre est d'ailleurs situé sur la Seudre, et non sur le Seudre qui passe à Saint-Germain. Une hypothèse émise par G.Leroy était que l'église de Saint-Germain du Seudre était dédiée à saint Germain d'Auxerre, prononcé saint Germain d'Ausseure et, par attraction du nom, saint Germain dau Seure en saintongeais,.